# 1er bataillon de tirailleurs somalis
Le 1er bataillon de tirailleurs somalis, constitué en 1916 à partir de recrues de la Côte française des Somalis, est une unité appartenant à l'Armée de terre française.
Il s'illustre pendant la Première Guerre mondiale, notamment lors de la reprise du fort de Douaumont en octobre 1916 avec le régiment d'infanterie coloniale du Maroc. Recréé pendant la Seconde Guerre mondiale, il participe en particulier aux combats de la pointe de Grave en avril 1945. Dissous en 1946, ses traditions sont conservées par la compagnie somalie jusqu'en 1958.

## Création et différentes dénominations
- 11 mai 1916 : formation du 6e bataillon de marche somali
- 10 juin 1916 : devient le 1er bataillon de tirailleurs somalis

- 23 janvier 1919 : dissolution du bataillon
- 1er janvier 1943 : formation du bataillon somali à partir du détachement des forces françaises libres de la Côte française des Somalis
- 16 mai 1944 : le bataillon somali forme le bataillon de marche somali et le bataillon somali de souveraineté
- 1er juin 1946 : dissolution du bataillon de marche somali
- 1er août 1946 : le bataillon somali devient compagnie somalie
- 1er décembre 1958 : la compagnie somalie devient la 1re compagnie autonome d'infanterie de marine (1re CAIMA)
- 1er novembre 1960 : la 1re CAIMA devient la 3e compagnie du 12e bataillon d'infanterie de marine

## Historique des combats

### Première Guerre mondiale
Le 22 février 1915, est mise sur pied une compagnie de tirailleurs somalis, dissoute l'année suivante.

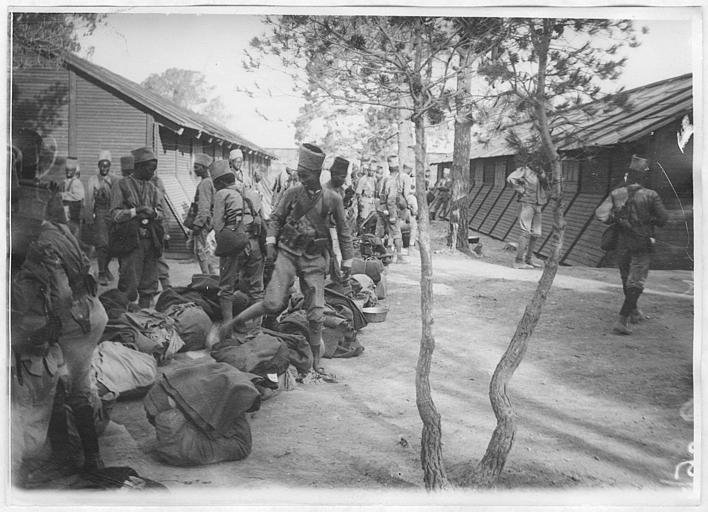
Les Somalis perçoivent leurs fournitures au camp de Fréjus, mi-1916.

Le  6e bataillon de marche somali est formé à Majunga (Madagascar), le 11 mai 1916 à partir de recrues de la Côte française des Somalis. Il est rassemblé à Fréjus, le 10 juin 1916 et est renommé ce même jour 1er bataillon de tirailleurs somalis.
Le bataillon sert à l'origine comme bataillon d'étapes mais les officiers vont valoir les demandes des Somalis de servir comme combattants et non comme travailleurs.
En octobre 1916 le bataillon est rattaché au RICM. Il fait son entrée en guerre en participant à l’assaut sur le fort de Douaumont, le 24 octobre 1916. Après ce fait d'armes qui a un retentissement important, le drapeau du RICM est décoré de la croix de la Légion d’honneur et les 2e et 4e compagnies du bataillon somali reçoivent également la croix de guerre avec palme (citation à l'ordre de l'armée).
En décembre 1916, le bataillon, réorganisé comme unité combattante, est complété par l'adjonction d'une compagnie de mitrailleuses et d'un peloton de canons de 37 mm. Le bataillon hiverne à Fréjus et Saint-Raphaël.
En mai 1917, le bataillon participe à la Bataille du Chemin des Dames au cours de laquelle il est cité à l’ordre de la division. Le 23 octobre 1917, il remporte au sein du RICM la victoire de la Malmaison et obtient la première citation à l’ordre de l’armée du bataillon entier.
En mai et juin 1918, il prend part à la 3e bataille de l’Aisne et en juillet à la 2e bataille de la Marne. En août et septembre 1918, le bataillon somali combat sur le front de l’Oise et en octobre 1918 il obtient sa deuxième citation à l’ordre de l’armée ainsi que le droit au port de la fourragère aux couleurs du ruban de la croix de guerre.
Sur 2 434 tirailleurs recrutés en Côte des Somalis, 2088 sont venus combattre en Europe. Leurs pertes sont estimées à 517 tués et Modèle:Nob à 1 200 blessés.

### Entre-deux-guerres
Le 1er janvier 1919, à la suite des démobilisations, l'effectif est de
- Somalis: 526
- Comoriens: 209 (une compagnie à part)[3]
- Yémenites: 70
- Abyssins: 30
- Total: 835[3]

L'effectif du bataillon, dissous le 23 janvier 1919, est rapidement réduit à deux compagnies, envoyées à Madagascar. L'effectif est ensuite réduit à une seule compagnie de tirailleurs somalis, intégrée au 1er régiment mixte malgache. Elle est dissoute en 1932,.

### Seconde Guerre mondiale
En décembre 1942, la Côte française des Somalis rallie la France libre et fournit à nouveau un bataillon de tirailleurs somalis pour participer aux combats pour la libération de la France. Le 1er janvier 1943, le détachement des forces françaises libres de la Côte française des Somalis prend le nom de bataillon somali de souveraineté. Il se dédouble le 16 mai 1944 : le bataillon de souveraineté met sur pied un bataillon de marche somali.
Le 26 août 1944, le bataillon de marche somali se voit confier à Djibouti, la garde du fanion tricolore du 1er bataillon de tirailleurs somalis de Première Guerre mondiale. Les premiers éléments somalis ont rejoint l'Afrique française du Nord dès mars et le bataillon de marche somali est regroupé à Sousse en septembre.
Le bataillon de marche somali arrive en France en février 1945 et est regroupé le 26 avec les bataillons de marche no 14 et no 15 pour former le régiment d'Afrique-Équatoriale française et Somalie.
Le régiment est intégré au sein du Détachement d’armée de l’Atlantique (DAA), commandé par le général de Larminat, chargé de réduire la poche de Royan. Il est engagé dans la libération de Royan et de la pointe de Grave, avant de libérer Soulac en avril 1945. Au cours de ces combats les pertes du bataillon somali s'élèvent à 41 tués (5 Européens et 36 tirailleurs) et 106 blessés (10 Européens et 96 tirailleurs) soit 147 hommes sur un effectif de 860.
En récompense de leurs succès en avril 1945, le régiment et ses trois bataillons reçoivent chacun une citation à l'ordre de la division le 14 juillet 1945. Le 20 août 1945, le bataillon somali reçoit une citation à l'ordre de l'armée.

### De 1945 à nos jours
Le bataillon de marche somali est dissous le 25 juin 1946. Le 1er août 1946, le bataillon somali devient la compagnie somalie (dite « compagnie de traditions somalie »), intégrée au bataillon de tirailleurs sénégalais de la Côte française des Somalis.
La compagnie somalie rejoint en 1947 l'île de Madagascar sujette à une révolte anticoloniale. De juillet 1948 à octobre 1949, elle est intégrée dans la bataillon de tirailleurs sénégalais de renfort no 3. Le 1er décembre 1958, la compagnie est renommée 1re compagnie autonome d'infanterie de marine (1re CAIMA) puis, le  1er novembre 1960, devient la 3e compagnie du 12e bataillon d'infanterie de marine (ex-bataillon de tirailleurs malgaches), dissous en 1962.
En 1970, le 5e régiment interarmes d'outre-mer (RIAOM) hérite du patrimoine de tradition du bataillon somali, en plus de celui du 5e régiment d'infanterie coloniale. Sur son drapeau, cinq inscriptions de batailles, deux décorations et, depuis 1996, la ceinture rouge des troupes somalis rappellent aujourd’hui la mémoire des tirailleurs somalis qui se sont distingués dans l'Armée française.

## Insigne
L'insigne de l'unité, réalisée pour la compagnie somalie, est homologué G.1080 le 12 février 1954. La tête de Somali représente les soldats de l'unité, l'inscription 1er BTS sur son col rappelle l'héritage de l'unité. Enfin, l'ancre des troupes coloniales porte sur la trabe l'inscription Somalie.

## Chefs de bataillon
- mai 1916 : chef de bataillon Fortin
- 14 juillet 1916 : capitaine Depui
- 21 novembre 1916 et jusqu'à la fin de la Première Guerre mondiale : chef de bataillon Bouet
- 1944-1945 : chef de bataillon Bentzmann

## Inscriptions sur son drapeau
Son drapeau porte les inscriptions:
- VERDUN DOUAUMONT 1916
- LA MALMAISON 1917
- L'AISNE 1917 - 1918
- LA MARNE 1918
- NOYON 1918

## Décorations
Au cours de la Première Guerre mondiale, le 1er bataillon de tirailleurs somalis a obtenu trois citations, dont deux à l’ordre de l’armée :
- Croix de guerre 1914-1918 avec deux palmes et une étoile d’argent

Il a droit au port de la fourragère aux couleurs du ruban de la croix de guerre 1914-1918 qui récompense les unités citées aux moins deux fois à l'ordre de l'armée.
Au niveau des citations individuelles on dénombre au cours de la Première Guerre mondiale :
- 9 croix de la Légion d’honneur (dont une d'officier de la Légion d'honneur) aux officiers du bataillon
- 35 médailles militaires (9 aux Européens et 26 aux Somalis)
- 1 180 citations à l’ordre :
  - 31 à l’ordre de l’armée (17 aux Européens et 14 aux Somalis).
  - 51 citations à l’ordre du corps d’armée (41 aux Européens, 10 aux Somalis)
  - 109 à l’ordre de la division (92 aux Européens, 17 aux Somalis)
  - 206 à l’ordre de la brigade (132 aux Européens, 74 aux Somalis)
  - 783 à l’ordre du régiment (148 aux Européens, 635 aux Somalis).

Au cours de la Seconde Guerre mondiale, le 1er bataillon de tirailleurs somalis a obtenu une citation à l’ordre de l’armée et une citation à l’ordre de la division au sein du Régiment de marche d’Afrique équatoriale française et somalie auquel il appartenait.

### Citations militaires

#### Première Guerre mondiale
Citations à l'ordre de l'armée
«  Le 24 octobre 1916, renforcé du 43e bataillon sénégalais et de deux compagnies de Somalis, le [RICM] enlevé d’un admirable élan les premières tranchées allemandes ; a progressé ensuite sous l’énergique commandement du colonel Régnier, brisant successivement la résistance de l’ennemi sur une profondeur de deux kilomètres. A inscrit une page glorieuse à son histoire en s’emparant d’un élan irrésistible du fort de Douaumont, et conservant sa conquête malgré les contre-attaques répétées de l’ennemi. »
— Citation à l'ordre de l'armée attribuée au Régiment d'infanterie coloniale du Maroc (RICM), ainsi qu'au 43e bataillon de tirailleurs sénégalais et aux  2e et 4e compagnies du bataillon de somalis après la prise du Fort de Douaumont en octobre 1916
«  Sous le commandement du chef de bataillon Bouet a participé le 23 octobre 1917 aux attaques des bataillons du régiment d’infanterie coloniale du Maroc, entre lesquels il était réparti, a rivalisé d’ardeur avec eux et triomphé dans les mêmes luttes glorieuses. »
— 1re citation à l'ordre de l'armée attribuée au 1er bataillon de tirailleurs somalis pour sa brillante attitude lors de la prise des carrières de Bohéry et du plateau de la Malmaison, Ordre général no 529 du 15 novembre 1917
«  Bataillon indigène à l’esprit guerrier, sous l’énergique commandement du chef de bataillon Bouet, s’est fait remarquer dans maints combats, par son entrain, sa bravoure et son esprit de sacrifice. Du 30 au 4 juin, a lutté sans répit, au prix de pertes nombreuses, sur une position très difficile et a réussi à arrêter l’ennemi. Récemment a fait preuve de belles qualités manœuvrières et d’une ardeur extrême, dans la poursuite de l’ennemi. »
— 2e citation à l'ordre de l'armée attribuée au 1er bataillon de tirailleurs somalis au cours de la Bataille de l'Aisne (1918), Ordre no 11027 D du 28 octobre 1918
Citations à l’ordre de la division
«  Sous l’impulsion de son chef, le commandant Bouet, lors de l’offensive du 5 mai, a fait preuve d’un courage et d’un entrain remarquables, nettoyant des abris formidablement organisés sans se laisser arrêter par la vive résistance des Allemands et coopérant ainsi de la façon la plus efficace au succès de la division. »
— Citation à l’ordre de la division attribuée au 1er bataillon de tirailleurs somalis lors de la Bataille du Chemin des Dames, Ordre général no 176 du 8 mai 1917
Citations à l’ordre du régiment
«  Mise à la disposition du RICM, la 2e compagnie du 1er bataillon de tirailleurs somalis, commandée par le lieutenant Baumgartner, a participé aux attaques des 18 et 19 juillet 1918, devant Longpont, et s’y est vaillamment comportée, subissant sans faiblir des pertes sévères. »
— Citation à l’ordre du régiment attribuée à la 2e compagnie du bataillon somali pour sa conduite lors des attaques devant Longpont en juillet 1918, Ordre du régiment no 11 du 21 janvier 1919

#### Seconde Guerre mondiale
Citations à l'ordre de l'Armée
« Bataillon qui, sous le commandement calme et énergique du chef de bataillon Bentzmann a, par sa valeur, sa bravoure et son opiniâtreté, réussi le 15 avril 1945, le franchissement de vive force, sous le feu violent et ajusté de l’ennemi, de la ligne d’eau du Gua, large de plus de 400 mètres. Par son habile manœuvre a fait tomber les éléments de défense ennemis du Pont du Gua. Dans la journée du 18 avril a bousculé l’ennemi sur les fortes positions d’un fossé antichars et, d’un seul élan, a enlevé le village du Vieux Soulac, ainsi que l’ensemble très fortement bétonné et vigoureusement défendu des ouvrages constituant le poste de commandement de la forteresse ennemie de la Pointe de Grave. Au cours de ces deux journées de combat, a fait 300 prisonniers. »
— Citation à l'ordre de l'Armée attribuée au bataillon de marche somali du Régiment de marche d’Afrique équatoriale française et somalie pour avoir réussi le franchissement de la ligne d’eau du Gua au cours des combats de la Pointe de Grave, Décision no 1058 du 20 août 1945
Citations à l'ordre de la Division
« A mené pendant 7 jours dans la pointe de Grave du 14 au 20 avril, un combat exceptionnellement dur contre un ennemi enragé à se défendre, allant jusqu'à se faire sauter sur place plutôt que de se rendre, très fortement armé et appuyé sur des ouvrages cuirassés à toute épreuve, couvert par un terrain d’inondation dont les passes étroites étaient littéralement bourrées de mines. A tué 947 Allemands, pris 100 ouvrages bétonnés et 90 pièces de canon, fait 3 300 prisonniers. Fait d’armes qui mérite de prendre rang dans les annales de cette guerre. »
— Citation à l'ordre dela division attribuée au Régiment de marche d’Afrique équatoriale française et somalie après les combats pour la libération de la Pointe de Grave, Ordre général no 102 du 25 avril 1945

## Monuments et plaques commémoratives

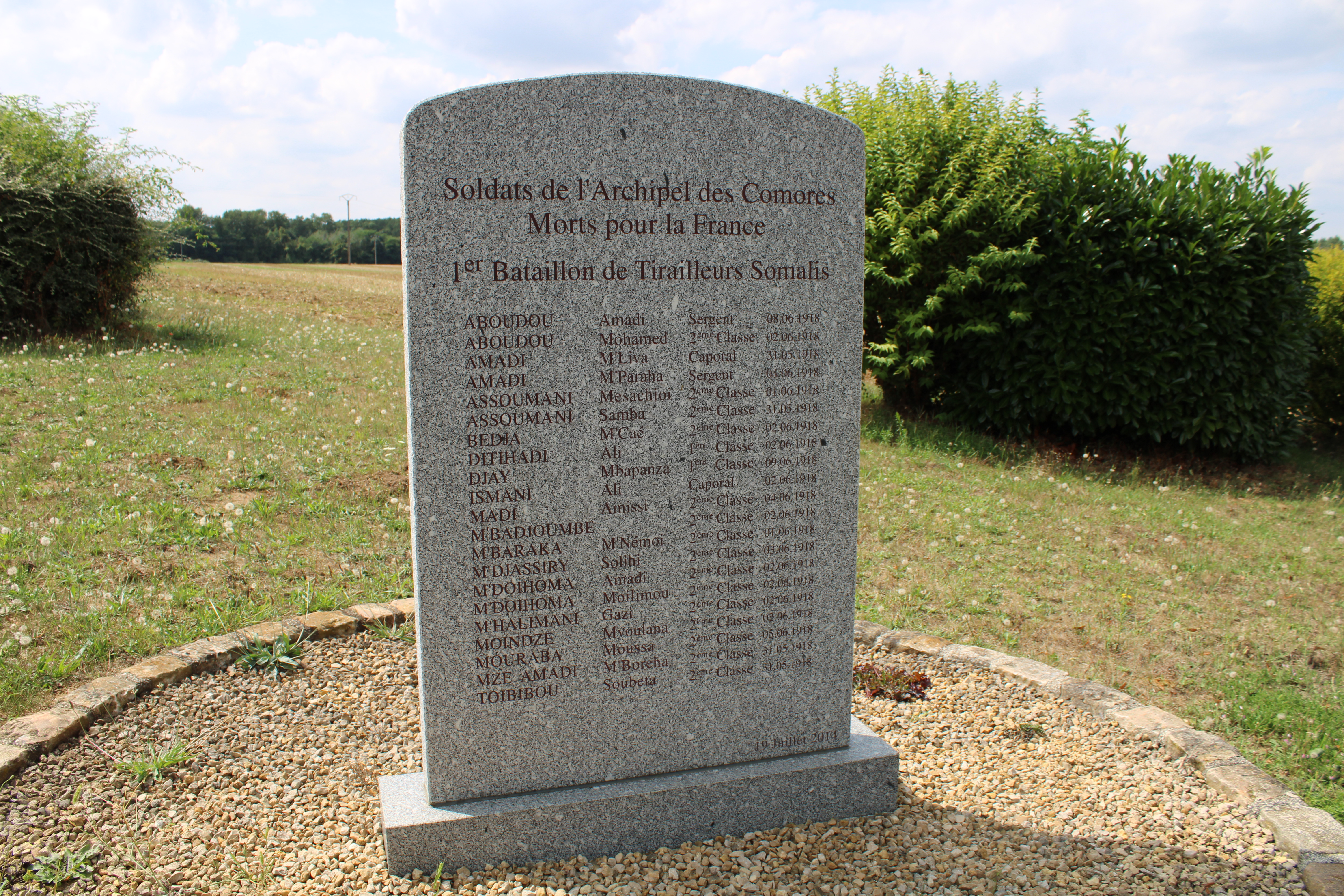
Le monument de Cuts, réédifié en 2014.

Cuts (Oise) (1961)
«  Ce monument, s’il est modeste, est hautement significatif. Le passant qui traversera ce carrefour aura l’œil attiré par l’Ancre de Marine. S’approchant, il lira que par deux fois des hommes différents de nous par la race et la religion, mais tout proches par le cœur sont venus de l’extrémité de la Mer Rouge, des sables semi-désertiques, pour donner leur sang en défendant un idéal de civilisation humain et libéral. Ici est inscrit un titre de noblesse qui honore grandement les Somalis, et aussi la France qui fut digne d’inspirer de tels dévouements. Que ce monument soit le témoin d’un attachement réciproque et durable entre nos deux peuples »
— Discours du général Edgard de Larminat, président de l’Association des Français libres, lors de l'inauguration du monument à Cuts (Oise) en 1961 et dédié aux combattants Somalis morts pour la France à « Douaumont 1916 - Chemin des Dames 1917 - La Malmaison 1917 - Mont de Choisy 1918 - Longpont 1918 -Pointe de Grave 1945 »